# Ruy Barbosa Futebol Clube
O Ruy Barbosa Futebol Clube, anterior Ruy Barbosa Football Club conhecido como Ruy Barbosa, foi um clube de futebol brasileiro localizado na cidade de São Carlos.

## História
O clube foi fundado em 1929 como amador, sendo que o nome do clube foi escolhido por ser o nome de uma rua da cidade onde foi fundado o clube, nasceu para disputar os campeonatos de amadores de basquete e futebol do Estado de São Paulo e da cidade.
Posteriormente o clube foi incorporado pelo Clube Comercial de São Carlos em 1940, que na sequência formou o atual São Carlos Clube.

## Campeonatos disputados
O campeonato de 1931 foi disputado por mais de 30 clubes, entre eles: XV de Piracicaba, Comercial de Ribeirão Preto, Mirassol, XV de Jaú, Amparo e Floresta de Amparo, AA Cravinhos, Velo Clube de Rio Claro, Paulista EC e Ruy Barbosa FC de São Carlos e Paulista FC de Araraquara. O campeão foi o XV de Piracicaba que disputou uma final com AA Cravinhos e venceu por 2 a 1, jogo realizado em São Paulo no campo da AA São Bento na Ponte Grande.

### Campeonato Amador do Interior de São Paulo de 1931 - APEA
Campeão da 7.ª região - Ruy Barbosa FC
- 5 de março de 1932 - Mirassol W0–10 Ruy Barbosa, à noite em Bebedouro (1.ª eliminatória)[3]
- 6 de março de 1932 - AA Internacional (Bebedouro) ?–? Ruy Barbosa à tarde, em Bebedouro

### Campeonato Amador do Interior de São Paulo de 1932 - APEA
Primeira fase - Primeiro turno - 5.ª Região - Liga Rio-clarense
- 20 de novembro de 1932 - Operário (Araras) 4–2 Ruy Barbosa
- 27 de novembro de 1932 - Lemense 3–2 Operário (Araras)
- 27 de novembro de 1932 - Comercial (Araras) 2–1 Rio Claro
- 4 de dezembro de 1932 - Rio Claro 4–1 Ruy Barbosa
- 4 de dezembro de 1932 - XV de Piracicaba 3–3 Operário (Araras)
- 4 de dezembro de 1932 - Comercial (Araras) 0–0 Lemense
- 11 de dezembro de 1932 - Operário (Araras) 4–1 Rio Claro
- 11 de dezembro de 1932 - Ruy Barbosa 3–3 Comercial (Araras)
- 18 de dezembro de 1932 - Operário (Araras) 5–2 Comercial (Araras)
- 25 de dezembro de 1932 - XV de Piracicaba 0–1 Comercial (Araras) (W.O.)

Primeira fase - Segundo turno - 5.ª Região - Liga Rio-clarense
- 8 de janeiro de 1933 - Lemense 1–2 Comercial (Araras)
- 15 de janeiro de 1933 - Comercial (Araras) 3–1 Operário (Araras)
- 22 de janeiro de 1933 - Comercial (Araras) ?–? Ruy Barbosa
- 29 de janeiro de 1933 - Rio Claro 1–1 Comercial (Araras)
- 5 de fevereiro de 1933 - Ruy Barbosa ?–? Operário (Araras)
- 12 de fevereiro de 1933 - Operário (Araras) ?–? Lemense
- 19 de fevereiro de 1933 - Sucrerie (Piracicaba) ?–? Comercial (Araras)

### Campeonato Amador do Interior de São Paulo de 1933 - APEA
Primeira fase - Primeiro turno - 5.ª Região - Liga Rio-Clarense
- 11 de junho de 1933 - Ruy Barbosa 2–2 Rio Claro
- 11 de junho de 1933 - Comercial 1–0 Lemense
- 18 de junho de 1933 - Operário (Araras) 3–1 Lemense
- 18 de junho de 1933 - Ruy Barbosa 2–1 Comercial (Araras)
- 25 de junho de 1933 - Operário (Araras) 5–1 C.A.P.
- 25 de junho de 1933 - Paulista (São Carlos) 2–3 Comercial (Araras)
- 2 de julho de 1933 - Paulista (São Carlos) 2–0 Operário (Araras)
- 9 de julho de 1933 - Operário (Araras) 1–2 Comercial (Araras)
- 16 de julho de 1933 - Rio Claro 4–0 Operário (Araras)
- 23 de julho de 1933 - Ruy Barbosa 4–1 Operário (Araras)
- 23 de julho de 1933 - Comercial (Araras) 2–3 Rio Claro
- 6 de agosto de 1933 - Comercial (Araras) 2–0 C.A.P.

Primeira fase - Segundo turno - 5.ª Região - Liga Rio-Clarense
- 13 de agosto de 1933 - Rio Claro 2–1 Ruy Barbosa
- 13 de agosto de 1933 - Lemense 0–3 Comercial (Araras)
- 20 de agosto de 1933 - Paulista (São Carlos) 4–0 Rio Claro --
- 20 de agosto de 1933 - Lemense 1–0 Operário (Araras)
- 20 de agosto de 1933 - Comercial (Araras) 3–1 Ruy Barbosa
- 27 de agosto de 1933 - C.A.P. 4–0 Operário (Araras)
- 27 de agosto de 1933 - Comercial 4–0 Paulista (São Carlos)
- ??/08/1933 - Operário (Araras) ?–? Paulista (São Carlos)
- 10 de setembro de 1933 - Comercial (Araras) 3–0 Operário (Araras)
- 17 de setembro de 1933 - Operário (Araras) 2–2 Rio Claro
- 17 de setembro de 1933 - C.A.P. 0–1 Comercial (Araras)
- 24 de setembro de 1933 - Operário (Araras) 6–1 Ruy Barbosa
- 24 de setembro de 1933 - Rio Claro 2–1 Comercial (Araras)

Classificação Final Primeira Fase
- 1.º) Comercial (Araras) - 18p (campeão)
- 2.º) Rio Claro - 16p
- 3.º) Ruy Barbosa - 13p
- 4.º) Operário (Araras) - 09p
- 5.º) Pirasununguese (Pirassununga) - 08p
- 6.º) Lemense (Leme) - 07p
- 7.º) Paulista (São Carlos) - 07p

## Jogos amistosos e torneios do clube, em casa e fora
- 28 de dezembro de 1930 - Paulista FC (Araraquara) 2–2 Ruy Barbosa (primeiro jogo do Paulista de Araraquara)
  - Local: Estádio Municipal de Araraquara
  - Horário: 16:25 horas
  - Finalidade: Amistoso regional
  - Árbitro: Nenê Magdalena
  - Gols do Paulista: Lolo (2)
  - Gols do Ruy Barbosa: Zuza (2) (informação verbal)
  - Paulista FC: Tucci; Monte e Cocodé; Branco, Armando e Romeu; Bocucci, Carioca, Ditinho, Júlio e Lolo
  - Ruy Barbosa FC: Zinho; Pelocha e Campolongo; Miguel, Chiquito e Cruz; Mariano, Zuza, Zé Preto, Hermes e Tonissi
- 9 de agosto de 1931 - Ruy Barbosa 1–0 Guarani FC (Campinas)[4]
- 16 de agosto de 1931 - Ruy Barbosa ?–? EC Sírio
- 6 de setembro de 1931 - Ruy Barbosa 0–7 EC Internacional da Capital[5]
- 13 de setembro de 1931 - Ruy Barbosa ?–? Botafogo FC de Ribeirão Preto
- 6 de dezembro de 1931 - XV de Jaú 8–2 Ruy Barbosa (em Jaú)
- 22 de maio de 1932 - Ruy Barbosa 1–4 São Paulo[6][7]
  - Local: Estádio do Rui Barbosa (amistoso inauguração do estádio)
  - Horário: 15:25 horas
  - Finalidade: Amistoso estadual
  - Árbitro: Cândido de Barros (regular)
  - Gols do Rui Barbosa: Mariano (1), aos 10'
  - Gols do São Paulo: Friedenreich (3), aos 15', aos 18' e aos 85' e Araken (1), aos 24'
  - Ruy Barbosa FC: Miguelzinho; Ivo e Pilé; Carrapato, Carabina e Campolongo; Mariano, Sanchez, Öpper, Hermes e Millariño
  - São Paulo FC: Joãozinho; Caetano e Barthô; Milton, Zino e Sasso (José); Junqueira, Armandinho, Friedenreich, Araken e Álvaro - Técnico: Marinetti
- 12 de fevereiro de 1933 - Ruy Barbosa 1–4 Rio Claro
- 17 de dezembro de 1933 - Ruy Barbosa 1–4 Palestra Itália (Taça Filizolla) oferecida ao vencedor
- 8 de abril de 1934 - Ruy Barbosa 2–1 Rio Claro
- 15 de abril de 1934 - Rio Claro 2–2 Ruy Barbosa (em Rio Claro)
- 22 de abril de 1934 - Ruy Barbosa 2–1 Paulista de Araraquara
- 6 de maio de 1934 - XV de Jaú 1–2 Ruy Barbosa (Taça Severa - em Jaú-estádio Gynásio Municipal)
- 13 de maio de 1934 - Ruy Barbosa 4–1 XV de Jaú (Taça Severa - em São Carlos-estádio Rui Barbosa)
- 17 de junho de 1934 - Ruy Barbosa 3–1 Smart (Bauru)
- 08/07/1934 - Noroeste Bauru 2–3 Ruy Barbosa (em Bauru)
- 19/08/1934 - Rio Claro 1–1 Espanha de São Carlos (em Rio Claro)
- 05/08/1934 - Linense 0–5 Ruy Barbosa (em Lins)
- 02/09/1934 - Ruy Barbosa 2–1 Rio Preto
- 09/09/1934 - Ruy Barbosa 1–0 Jaboticabal
- 18 de setembro de 1938 - Rio Claro 3–2 Ruy Barbosa (em Rio Claro)
- 25 de setembro de 1938 - Ruy Barbosa 0–2 Rio Claro
- 16 de outubro de 1938 - Pirassununguense 3–0 Ruy Barbosa (em Pirassununga)
- 23 de outubro de 1938 - Ruy Barbosa 0–6 Pirassununguense
- 11 de junho de 1939 - Ruy Barbosa 1–2 São Paulo[8][9][10]
  - Local: Estádio do Rui Barbosa (amistoso)
  - Horário: 15:30 horas
  - Finalidade: Amistoso estadual
  - Árbitro: Abrahão Ferreira (fraco)
  - Gols: Armandinho aos 6', Ferreira aos 32' e Leme (falta) aos 34'
  - Ruy Barbosa FC: Armando; Pancho (depois Beloche) e Jura; Paulo (depois Cozinheiro), Baigo e Cozinheiro (Homério); Ferreira, Victinho, Lio, Nelson (Jabbazinho) e Lolo.
  - São Paulo FC: King; Bento e Bruno (depois Annibal); Fiorotti, Damasco e Felipelli; Leme (depois Novelli), Armandinho, Euclydes (depois Elyseo), Paulo (depois Carioca) e Novelli (depois Paulo) - Técnico: Ignaz Amsel
- 25 de junho de 1939 - Ruy Barbosa 2–2 Comercial de Araras
- 2 de julho de 1939 - Comercial de Araras 2–1 Ruy Barbosa (em Araras)
- 9 de julho de 1939 - Ruy Barbosa 4–1 Inter de Bebedouro
- 16 de julho de 1939 - Bandeirante (Birigui) 1–5 Ruy Barbosa
- 23 de julho de 1939 - Ruy Barbosa 3–0 Guarani
- 30 de julho de 1939 - XV de Piracicaba 3–0 Ruy Barbosa (em Piracicaba)
- 17 de setembro de 1939 - Rio Claro 1–0 Ruy Barbosa (em Rio Claro - Taça Senapeschi)[11]
- 5 de novembro de 1939 - Pirassununguense 3–0 Ruy Barbosa (em Pirassununga)